# ブッゲ・ヴェッセルトフト

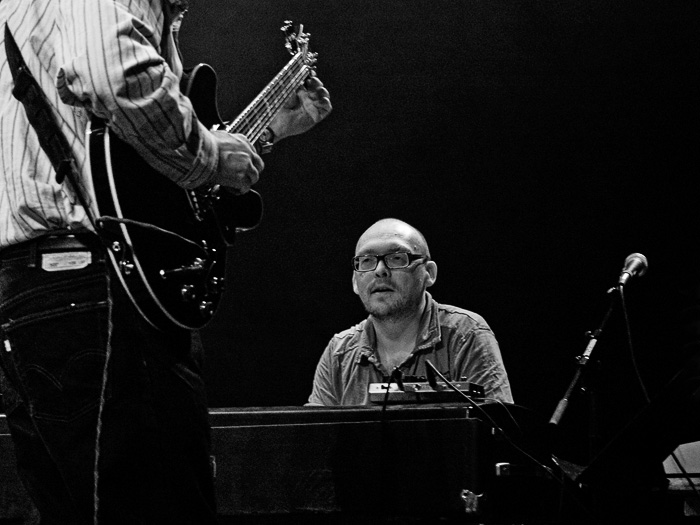
ジョン・スコフィールドとともに、2006年にドイツで開かれたメルス・ニュー・ジャズ・フェスティバルにて

ブッゲ・ヴェッセルトフト（Bugge Wesseltoft、1964年2月1日 - ）は、ノルウェーのジャズ・ミュージシャン、ピアニスト、作曲家、音楽プロデューサー。

## 人物
ノルウェーのポースグラン出身。父はジャズ・ギター奏者エリク・ヴェッセルトフト。

## キャリア
シーエンの高校を卒業。16歳まではパンク・バンドに在籍したが、父の影響を受けてジャズの道に進んだ。ブラスバンドやダンス楽団にて活動したのち、1983年に19歳でプロになった。1984年にオスロの父の元に引っ越した。
その後、ノルウェーのロックやポップスの分野で活躍していたが、ジャズが関心事だった。音楽の勉強を学校でするつもりだったが、仕事で忙しかったため、正規の音楽教育は諦めた。
1980年代末までU and Z、Et Cetera、Oslo Groove Companyなどのポップス、ロック、ジャズのバンドに参加した。ピアノの腕前によって次代の天才と見なされた。
クヌート・リースネスと1989年に共演。
アリルド・アンデルセンから連絡を受け、Vossajazz (フェスティバル)のための委託作品に参加し、アルバム『Sagn』 (1990年)と、続くアルバム『Arv』 (1993年)がリリースされた。
ヤン・ガルバレクのアルバム『黙示録』 (1990年)に参加。1990年初頭にノルウェーのジャズ・シーンに衝撃を与える。
ECMレコードと契約。フューチャー・ジャズないしはニュージャズと呼ばれたスタイルで演奏する。その後、ツアーでジャズ・ロックを演奏し、自身のJazzlandレーベルで一連の録音を行う。
この時期、ギタリストのテリエ・リピダル、ヨン・エベルソン、実験的ジャズ・ボーカリストのシゼル・アンドレセンなどと共演。シゼル・アンドレセンとの共演歴は長く、1994年にはアルバム『エグザイル』に参加している。
1993年、彼自身のVossajazzのための委託作品『A Little War Story』も上演された。
1996年に自身のバンド「New Conception Of Jazz」を組織、アルバム『ニュー・コンセプション・オブ・ジャズ』を発表。スペルマン賞を受賞した。
電子音楽に参入したことでアコースティックにこだわらなくなり、ジャンルの壁を越えてヒップホップの要素も取り入れた。1998年『シェアリング』ではDJやスクラッチを多用して、シーンに衝撃を与えた。
1999年、ビリー・コブハムが「Billy Cobham presents Nordic」名義で発表したアルバム『Off Color』を一緒に録音し、ツアーを行った。
1990年代に作品がノルウェーのテクノ・ダンス音楽シーンで支持された。クラブシーンとのつながりは2000年の『Jazzland Remixed』アルバムにつながり、若い世代に大評判となった。
「Existence」という曲がフィリップ・アレルの映画『Extension du domaine de la lutte』（1994年のミシェル・ウエルベックの小説を映画化作品)に使われた。
2013年9月、ノルウェーのKristiansandで行われたThe Punkt Festivalでのピアノ・ソロ演奏は称賛された。

## 受賞歴
- 1996年: Smugetprisen
- 1996年: スペルマン賞（英語版） ジャズ部門： アルバム『ニュー・コンセプション・オブ・ジャズ』
- 1997年: コングスバーグ・ジャズ・アワード（英語版）
- 1998年: スペルマン賞 ジャズ部門：アルバム『Duplex Ride』 ※with シゼル・アンドレセン
- 1999年: ガムレン賞 ジャズ部門
- 2002年: スペルマン賞 オープン・クラス： アルバム『アウト・ヒア、イン・ゼア』 ※with シゼル・アンドレセン
- 2004年: バディ賞 awarded by The Norwegian Jazz Forum[1]

## ディスコグラフィ

### ソロ
- 『イッツ・スノーイング・オン・マイ・ピアノ』 - It's Snowing on My Piano (1997年、ACT)
- 『ニュー・コンセプション・オブ・ジャズ』 - New Conception of Jazz (1997年、Jazzland/Sonet)
- 『シェアリング』 - Sharing (1998年、Jazzland/EmArcy)
- 『ムーヴィング』 - New Conception of Jazz: Moving (2001年、Jazzland/EmArcy)
- 『ライヴ』 - New Conception of Jazz Live (2003年、Jazzland)
- 『フィルミング』 - New Conception of Jazz: Film Ing (2004年、Jazzland)
- 『IM』 - IM (2007年、Jazzland)
- New Conceptions of Jazz box (2008年、Jazzland)
- 『プレイング』 - Playing (2009年、Jazzland)
- 『デュオ』 - Duo (2011年、Jazzland) ※with ヘンリク・シュワルツ
- 『ソングス』 - Songs (2011年、Jazzland)
- Last Spring (2012年、ACT)
- Trialogue (2014年、Jazzland)
- OK World (2014年、Jazzland)
- Bugge & Friends (2015年、Jazzland)
- Everybody Loves Angels (2017年、ACT)
- 『ブッゲ・ヴェッセルトフト&プリンス・トーマス』 - Bugge Wesseltoft & Prins Thomas (2018年、Smalltown Supersound)

### リムデン（with マグヌス・オストロム、ダン・ベルグルンド）
- 『リフレクションズ&オデッセイズ』 - Reflections & Odysseys (2019年、Jazzland)
- Space  Sailors (2020年、Jazzland)
- Live In Umeå’' (2020年、Jazzland) ※2019年10月、Umeå Jazz Festivalでのライブ録音

### 参加アルバム
フィン・コーレン
- The Blake Project: Spring (1997年、Bard)
- The Blake Project: Spring: The Appendix (1998年、Bard)
- Lovecloud (1999年、Bard)

ヤン・エッグム
- Dacapo (1990年、Sigma Music)
- Underveis (1991年、Grappa)
- Nesten Ikke Tilstede (1993年、Grappa)
- Deilig (1999年、Grappa)
- Kjaerlighet & AErlighet 2 (2011年、Grappa)

ビョルン・アイスヴォーグ
- Til Alle Tider (1992年、Norsk)
- Landet Lenger Bak (1995年、Norsk)
- Rundt Neste Sving (2010年、Petroleum)

シゼル・アンドレセン
- 『エグザイル』 - Exile (1994年、ECM)
- Nightsong (1994年、Curling Legs) ※連名アルバム
- Duplex Ride (1998年、ACT/Curling Legs) ※連名アルバム
- 『アンダートゥ』 - Undertow (2000年、Jazzland/EmArcy)
- 『アウト・ヒア、イン・ゼア』 - Out Here. In There. (2002年、Jazzland) ※連名アルバム

ローラン・ガルニエ
- The Cloud Making Machine (2004年、F/PIAS)
- The Cloud Making Machine Reworks (2005年、F/PIAS)
- Retrospective (2006年、F/PIAS)
- Public Outburst (2007年、F/PIAS)

クヌート・ライエシュルード
- Soul of a Man (1998年、Kirkelig Kulturverksted)
- Sub (1999年、Kirkelig Kulturverksted)
- Gitar (2009年、Jazzland)

オイスタイン・スンネ
- Du Ma'kke Komme Her Og Komme Her (1994年、Spinner)
- Sann Er'e Bare (2005年、Spinner)
- Bestefar (2016年、Spinner)

ヴァンプ
- 『おはよう、妹』 - Godmorgen, Soster (1993年、Major Selskapet)
- Horisonter (1994年、Major Selskapet)
- 13 Humler (1996年、Major Selskapet)
- Flua Pa Veggen (1998年、MajorStudio)
- St. Mandag (2008年、MajorStudio)

その他
- アイヴィン・オールセット : Electronique Noire (1998年、Jazzland/EmArcy)
- アリルド・アンデルセン : Sagn (1990年、Kirkelig Kulturverksted)
- アリルド・アンデルセン : Arv (1994年、Kirkelig Kulturverksted)
- マイ・ブリット・アンデルセン : Rippel Rappel (1994年、Grappa)
- ババズーラ : Gecekondu (2010年、Doublemoon)
- ビーディー・ベル : 『クローサー』 - Closer (2005年、Jazzland)
- ビーディー・ベル : On My Own (2016年、Jazzland)
- Kirsten Bråten Berg : Syng Du Mi Royst (2001年、Grappa)
- マリ・ボイネ : 『エイト・シーズンズ』 - Eight Seasons: Gavcci Jahkejuogu (2002年、Lean/EmArcy/Universal)
- クヌート・ブーエン : Tonebod (2008年、Nyrenning)
- トーレ・ブリュンボルグ : 『ティード』 - Tid (1993年、Curling Legs)
- トーレ・ブリュンボルグ : Gravity (2003年、Vossa Jazz)
- カティア・カルデナル : Canta Alf Proysen: Navegas Por Las Costas (1999年、Kirkelig Kulturverksted)
- ビリー・コブハム : Nordic (1996年、Eagle)
- ビリー・コブハム : Off Color (1999年、Eagle)
- Dance with a Stranger : Look What You've Done (1994年、Norsk)
- ラーシュ・ダニエルソン : Melange Bleu (2006年、ACT)
- リック・ダンコ : 『ライディン・オン・ザ・ブラインズ』 - Ridin' On the Blinds (1994年、Grappa)
- Di Derre : Gym (1996年、Sonet)
- ドリー・デラックス : Which Witch (1987年、Notabene)
- リサ・ディラン : Change of Habit (2015年、Kirkelig Kulturverksted)
- ヨン・エベルソン : Thirteen Rounds (1997年、Curling Legs)
- ヨン・エベルソン : Dreams That Went Astray (2001年、EmArcy/Jazzland)
- トルン・エリクセン : Glittercard (2004年、Jazzland/Universal)
- トルン・エリクセン : Prayers & Observations (2005年、Jazzland)
- ヤン・ガルバレク : 『黙示録』 - I Took Up the Runes (1990年、ECM)
- ヤン・ガルバレク : 『聖なる儀式』 - Rites (1998年、ECM)
- ジルベルト・ジル : O Sol De Oslo (1998年、Blue Jackel)
- Gitarkameratene : Typisk Norsk (2010年、Grappa)
- デニス・ゴンザレス : Welcome to Us (1994年、GOWI)
- アスラク・ハルトベルク : The Dancer (2013年、Oslo)
- ヨルン・ホエル : Kjaerlighetens Teater (1991年、Polydor)
- ベンディク・ホフセス : Planets, Rivers and...Ikea (1996年、Verve Forecast)
- トーレ・ヨハンセン : Earth Stills (2015年、Inner Ear)
- ジョイス : Just a Little Bit Crazy (2003年、Far Out)
- イーロ・コイヴィストイネン : Altered Things (1992年、Timeless)
- アウドゥン・クライヴェ : Bitt (1997年、Jazzland/EmArcy)
- ハンネ・クローグ : Hanne (1989年、Sonet)
- ミカエル・クローン : Sovnlose Netter (2018年、Drabant Music)
- エヴァ・クルーゼ : In Water (2014年、Redhorn)
- オーラ・クヴェルンベルグ : Night//Driver (2006年、Jazzland)
- ニルス・ラングレン : Christmas With My Friends (2007年、ACT)
- ラーヴァ : The Rhythm of Love (1990年、Mercury)
- ラーシュ・リッロ・ステンベルグ : Oslo (2000年、Sonet)
- スザンヌ・ルンデング : Mot (2011年、Kirkelig Kulturverksted)
- マイク・マイニエリ : 『曙光 -Northern Lights-』 - Northern Lights (2006年、NYC)
- マリリン・マズール : Circular Chant (1995年、Storyville)
- マルルイ・ミランダ : 2 IHU Kewere: Rezar (1997年、ACT)
- ニルス・ペッター・モルヴェル : Remakes (2005年、Par/Sula)
- The Monroes : Long Way Home (1993年、EMI/BMG)
- マンゴリアン・ジェットセット : Beauty Came to Us in Stone (2006年、Jazzland)
- セシリア・ノービー : Arabesque (2010年、ACT)
- オスト&ケイジェックス : 『ケイジャン・ランチ』 - Cajun Lunch (2010年、Diynamic Music)
- オスト&ケイジェックス : Freedom Wig (2015年、Diynamic Music)
- アン・グレテ・プレウス : Millimeter (1994年、WEA)
- マリカ・マクーフ・ラスムッセン : Cairo (2006年、Rapid)
- radio.string.quartet.vienna : In Between Silence (2017年、Jazzland)
- テリエ・リピダル : Vossabrygg (2006年、ECM)
- チェーティル・サウネス : Lystyv (1993年、Norsk)
- ヘンリク・シュワルツ : Scripted Orkestra (2018年、7k!)
- ヘンリク・シュワルツ : In Spite of Everything (2020年、Sunday Music/Between Buttons)
- ティム・スコット : Everywhere I've Been (1996年、Waterfall)
- ケネス・シーヴァートセン : Remembering North (1993年、NORCD)
- スールヴァイグ・シュレッタイェル : Jazz at Berlin Philharmonic I Norwegian Woods (2014年、ACT)
- Olav Stedje : Ei Gave Til Deg (1990年、Slager)
- トールビョルン・スンデ : Meridians (1998年、ACT)
- プリンス・トーマス : Ambitions (2019年、Smalltown Supersound)
- プリンス・トーマス : Bugge Wesseltoft Versions (2016年、Horisontal Mambo)
- クヌート・ヴェルネス : Roneo (1993年、Curling Legs)
- クヌート・ヴェルネス : Jacques Tati (1995年、Curling Legs)
- パオロ・ヴィナッチャ : Very Much Alive (2010年、Jazzland)
- ベント・アルネ・バリン : The Birth and Re-Birth of Swedish Folk Jazz (1998年、ACT)
- ワックス・ポエティック : On a Ride (2012年、Nublu)
- イェンス・ヴェネルボー : Big Crazy Energy Band Vol. 2 (1994年、NOPA/NRK)
- エリック・ヴェッセルトフト : Con Amor (2004年、Normann)
- エリック・ヴェッセルトフト : To Someone I Knew (2013年、Normann)
- ウンニ・ウィルヘルムセン : Definitely Me (1997年、Mercury)
- ウンニ・ウィルヘルムセン : To Whom It May Concern (1996年、Mercury)
- ダファー・ヨーゼフ : Digital Prophecy (2003年、Justin Time/Enja)
- ベルティーン : Morbid Latenight Show (1998年、Parlophone)

## 参考
- ニュージャズ
- イングリッド・ルーカス（英語版）

## 参照
1. 1 2 3  Halvorsen, Tore (13 February 2009). "Bugge Wesseltoft Extended Biography". Norsk Biografisk Leksikon (Norwegian). Kunnskapsforlaget. 2013年10月8日閲覧。
2. 1 2  Kelman, John. “Bugge Wesseltoft: New Conception of Jazz Box Review”.  All About Jazz date=2009-03-04. 2013年10月8日閲覧。
3. ↑  Kelman, John (2013年12月13日). “John Kelman's Best Live Shows of 2013”.  All About Jazz. 2013年12月14日閲覧。